# My Fairy King
My Fairy King är skriven av Freddie Mercury, och ur texten "Mother Mercury look what they've done to me" tog Freddie sitt artistnamn (Mercury).